# Rosmarie Frick
Rosmarie Frick (Oberbüren, 26 de diciembre de 1949) es una enfermera suiza y profesora de un curso de microcirugía en el Hospital universitario de Zúrich.

## Trayectoria
Era hija de campesinos de la comuna suiza de Oberbüren, y decidió convertirse en enfermera cuando sus padres se vieron obligados a vender su granja. Estudió enfermería en el Hospital Viktoria de Berna, completando su estancia en el Hospital de Flawil. Éste fue un momento de creciente interés en la neurocirugía en Zúrich y, en particular, el científico turco Gazi Yaşargil realizó dicha cirugía para tratar los vasos cerebrales de una persona que había sufrido un accidente cerebrovascular.
Frick se unió al equipo de Yaşargil y aprendió a realizar intervenciones de neurocirugía. Trabajó en varios hospitales, entre ellos los de Zúrich, Olten y Berna. Fue profesora del laboratorio de microcirugía neuroquirúrgica del Hospital Universitario de Zúrich desde 1979 hasta 2013. Durante una carrera de más de 30 años, ha enseñado microcirugía en muchos países, incluyendo Taipéi, China, Italia, Turquía y Suiza, Pakistán y Polonia.  Ha enseñado a miles de jóvenes cirujanos, incluyendo muchos cirujanos vasculares.

## Reconocimientos
Su historia ha sido documentada por la Schweizer Radio und Fernsehen (SRF) la compañía de radiodifusión pública de Suiza encargada del servicio en idioma alemán para la Suiza alemana.
En 2017, Frick fue reconocida como doctor honoris causa en el Hospital Universitario de Yeditepe en Estambul.